# Esch (Boxtel)
Esch is een dorp  in de gemeente Boxtel in de Nederlandse provincie Noord-Brabant. Van 1996 tot 2021 maakte het deel uit van de gemeente Haaren. Voor 1996 was Esch een van de kleinste zelfstandige gemeentes in Noord-Brabant.

## Oudste bewoning en Romeinse tijd
Esch ligt op een zandige hoogte in het landschap te midden van de lager gelegen omgeving. Het gebied was al bewoond in de Late Bronstijd, tussen de 12e eeuw v.Chr. en 50 n.Chr. Daarnaast werden er veel voorwerpen uit de Romeinse tijd gevonden nabij twee Romeinse villa’s, waarschijnlijk vanwege de geografische ligging bij een punt waar de Esschestroom en de Kleine Aa samenkomen. De zeven Romeinse graven in Esch worden gerekend tot de categorie van de zogeheten tumulusgraven, uit de periode circa 175 tot 250 na Christus. De graven bevonden zich op de Kollenberg en op een terrein aan de Haarenseweg met de naam Hoogkeiteren. Het dorp is dan ook bekend door de tussen 1950 en 1961 blootgelegde grafheuvels uit de Romeinse tijd. Later ontwikkelde zich geleidelijk een lintvormige nederzetting op een oeverwal langs de Essche Stroom met twee beekovergangen: één richting Haaren en één richting Vught.

## Moderne geschiedenis
In de Middeleeuwen behoorde Esch tot het Kwartier van Oisterwijk van de Meierij van 's-Hertogenbosch. Het beschikte over een eigen schepenbank. Groot was de plaats nooit. In 1438 waren er ongeveer 250 inwoners, in 1815 waren dat er 324 en in 1870 waren er 500 inwoners. In 1955 waren er 1000 en in 1971 waren er 1500 inwoners. Toen de gemeente in 1996 werd opgeheven waren dat er 1.959.
Tussen 1450 en 1500 werd de gotische Sint-Willibrorduskerk gebouwd. De middeleeuwse toren hiervan is bewaard gebleven. De kerk werd in 1856 door een neoclassicistische kerk vervangen en deze werd op haar beurt in 1927 door de huidige kerk. Esch had echter reeds vóór de 15de eeuw een kerk. Op 23 mei 1301 bevestigde hertog Jan II van Brabant, dat de lieden van de "parrochie de Eske" vanouds een jaarlijkse cijns betaalden over de gemene gronden, die „Craiebrouch, Asghbruuc en Coye" werden genoemd.
In 1491 werd het Mannengasthuis gesticht dat tot 1953 dienst heeft gedaan. In 1501 werd Kasteel Baarschot gebouwd. Van dit slotje is nog een deel aanwezig in een hoeve.
Ten zuiden van de Kouterakker, maar aan de noordzijde van de Essche Stroom, lagen vroeger drie omgrachte huizen: Zwanenburg, Koolwijk (bij de Koolakker) en Ruiting. Op Zwanenburg (Swaenenborch, oudste vermelding 1579), dat grenst aan Ruiting, werd in 1970 de pannenbakkerij uit de Romeinse tijd ontdekt. Huis de Ruiting (Ruutdonc, Rudonc, Ruydonck, Roudonck, Ruytingh) wordt voor het eerst vermeld in 1386.
Andere omgrachte huizen met visserijrechten waren: een boerderij aan de Eschervoort (vermeld voor 1655), het Oude Mannengasthuis, De Spanckert, Baerschot en huis De Leeuwenborg.
De veldnaam Kouter (Kouterken, Heikouteren of Kouteren, Kouteracker, met een oudste vermelding in 1397) is vermoedelijk van Romaans- Merovingsch oorsprong. Op de Kouterakker werd in een veel ouder urnenveld de vier rijke tumulusgraven ontdekt.
In 1856 kwam er een raadhuis, nadat voordien een aanbouwtje aan de kerktoren als zodanig dienstdeed. In 1969 werd de aanliggende burgemeesterswoning bij het raadhuis getrokken en kwamen er andere voorzieningen in het oude raadhuis. Uiteindelijk werd er nog een raadszaal en een politiepost in het oude raadhuis gebouwd totdat in 1996 de gemeente werd opgeheven.
Esch heeft tussen 1892 en 1935 een eigen station gehad aan de spoorlijn Utrecht-Boxtel. Het gebouw zelf stamde al van 1860 en heeft tot 1970 bestaan.
In 1895 werd de eerste steen gelegd voor het klooster Sancta Monica, en in 1896 trokken de Witte Zusters in dit gebouw, dat was ontworpen door de Boxtelse architect J. de Vries-Paddenburg. Later werd hier nog van alles bijgebouwd, het laatst in 1977 toen het Afrikapaviljoen werd gebouwd. In 2005 werd het klooster verlaten en opgekocht door een projectontwikkelaar. In 2012 is het klooster in gebruik genomen als appartementencomplex en zijn in het park 24 eengezinswoningen gebouwd, op de plek van het vroegere Afrikapaviljoen.

## Economie
Vanouds leefde Esch voornamelijk van de landbouw. Verder lag Esch tot de aanleg van de Steenweg op Luik (1741) aan een doorgaande weg en aan een doorwaadbare plaats in de Esschestroom, zodat er tot in de 18e eeuw ook een aantal herbergen voor de reizigers en enkele brouwerijen waren. De landbouwers teelden rogge, haver, boekweit en aardappelen. Gedurende de 19e eeuw nam het belang van aardappelen sterk toe en de boekweit verdween vrijwel geheel. Het aantal paarden bleef gelijk, het aantal varkens nam toe terwijl de schapenteelt in 1900 vrijwel verdwenen was.

## Oude benaming
Esch wordt genoemd in een akte uit 773 over een schenking door een zekere Neveling van vier hoeven in Hesc aan de Abdij van Echternach, maar dit is vermoedelijk om een vervalsing, waarbij het gaat om een afschrift van een niet meer bestaand document in het Liber aureus van 1191. De aanduiding hesc duidt op een plaats waar essen groeien wat nog in het wapen is te zien. De naam Hesc is mogelijk afgeleid van 'asca', een waternaam.

## Gemeentewapen
In 1817 verleende de Hoge Raad van Adel Esch een gemeentewapen, dat bestaat uit een es van goud op een schild van lazuur (blauw). Het schild wordt vastgehouden door St. Willibrord, de patroonheilige van de Essche parochie. Dit gemeentewapen was gebaseerd op het zegel dat de schepenbank gebruikte om oorkonden te bekrachtigen. Het gebruik van dit schependomszegel is in de vijftiende eeuw begonnen.
St. Willibrordus is ook nu nog de patroon van het gilde, de fanfare, de basisschool en de Essche parochie die reeds in de dertiende eeuw bestond.

## Bezienswaardigheden

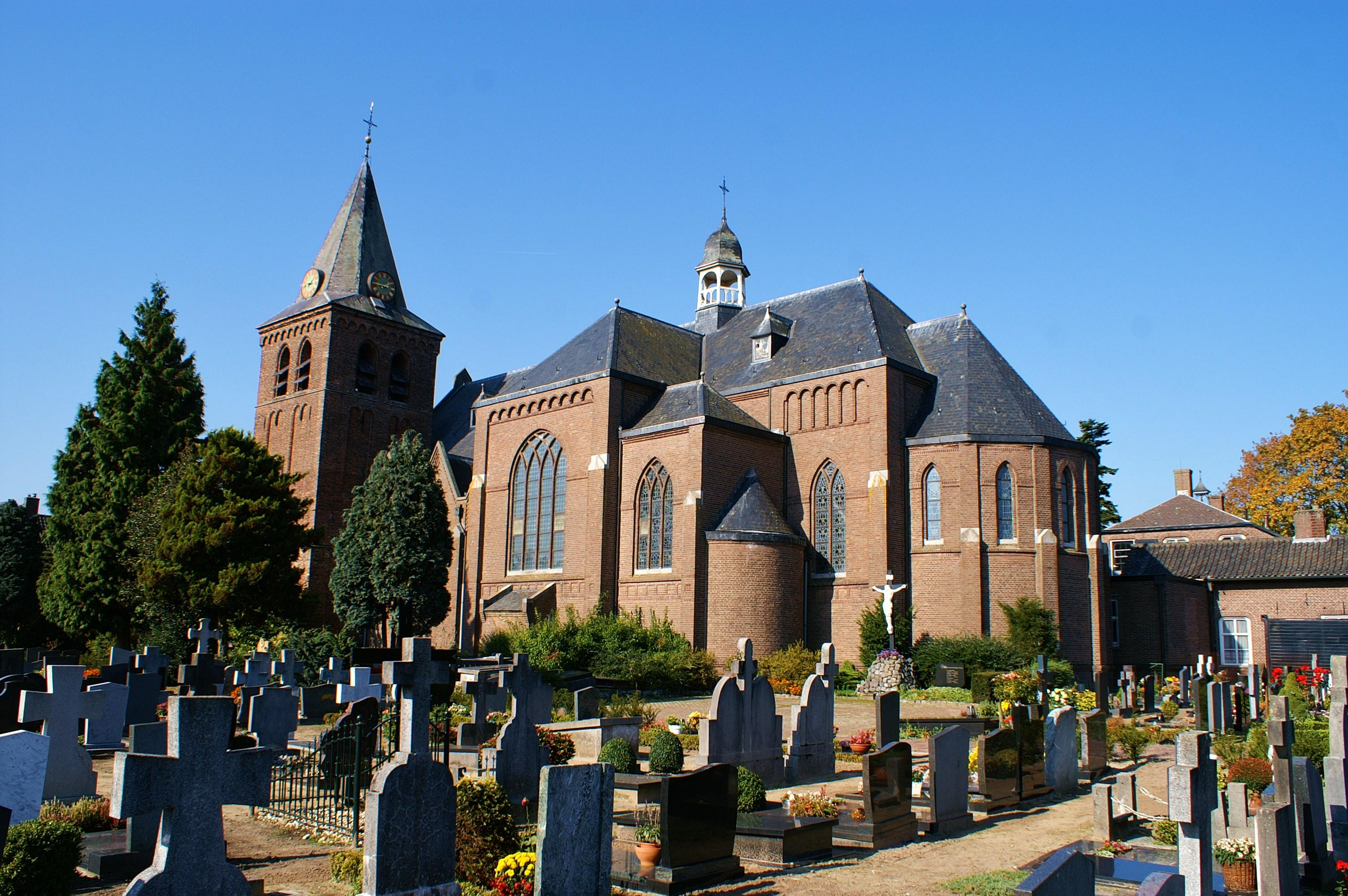
Sint-Willibrorduskerk

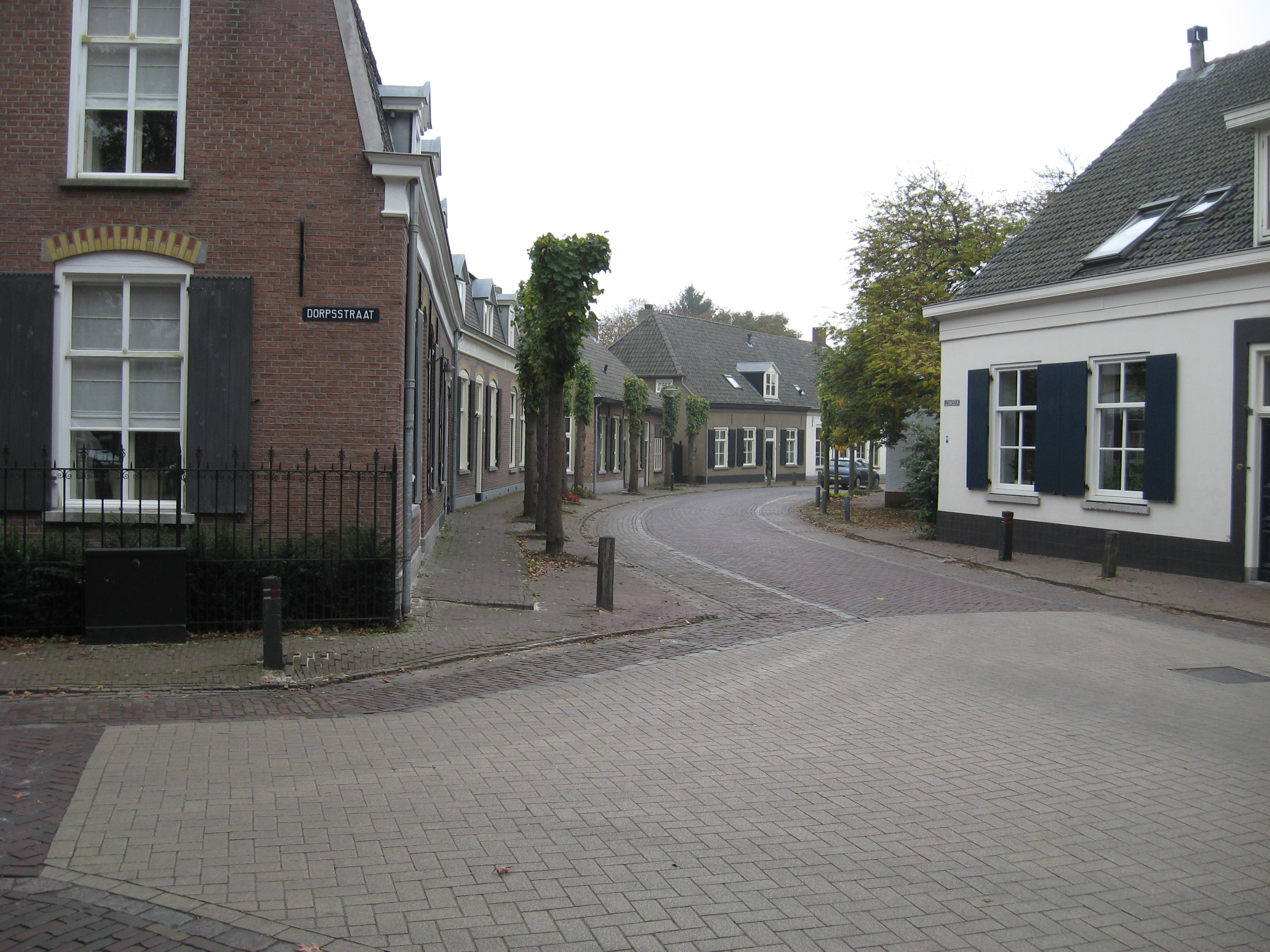
Centrum van Esch

- Het Mannengasthuis op het goed "Emerhorst" is bij testament 1491 gesticht door Maarten van Elmpt en zijn vrouw Ida Roetaert. In 1803 is het toenmalige rijksmonument herbouwd. Het bevindt zich aan de Haarenseweg en heeft tot 1953 dienstgedaan als behuizing voor zes bejaarde mannen. Ondanks enkele verbouwingen is het goed bewaard gebleven.
- Sint-Willibrorduskerk uit 1927. De kerktoren stamt uit de tweede helft van de vijftiende eeuw. De pastorie naast de kerk werd in 1873 gebouwd, ter vervanging van oude pastorie en voormalige schoolhuis aan de Leunisdijk.
- Boerderij Postelstraat 76, reeds genoemd in 1611, is een kortgevelboerderij met een 18e-eeuwse Vlaamse schuur. In de 18e eeuw was de hoeve eigendom van hoge militairen, waarna ook de familie Limburg Stirum nog eigenaar was. Tot 1968 was het een boerderij en na de restauratie van 1971 werd het een woning.
- Een kortgevelboerderij aan de Witvensedijk uit 1662 met een schuur uit 1758.
- Diverse andere monumentale boerderijen, zoals de achttiende-eeuwse hoeven aan de Pickensteeg 1 en de Gestelseweg 1; een achttiende-eeuwse langgevelboerderij aan de Lochtenberg 5; 19e-eeuwse boerderijen aan de Broekstraat 1 en 3, Groenendaal 2, en Postelstraat 21.
- Het vroegere schoolhuis op de Leunisdijk. Boven de voordeur bevindt zich nog een gevelsteen uit 1777
- Het oude gemeentehuis uit 1856
- Essche molen, het restant van een windmolen uit 1886. De Essche schors- en graanmolen werd gebouwd in 1875 door de Schijndelse hoofdonderwijzer H. Fick, met zijn zoon Hendricus als eerste molenaar. Na een brand in 1886 weer geheel herbouwd.
- De Mariakapel uit 1954 aan de Heikant, gebouwd ter herinnering aan de bevrijding van Esch, met muurschilderingen uit 1983 door mevr. Kat-Van Hulten.
- De Essche Bierpomp, uit 1965, waarop zich een bronzen Bacchusbeeldje bevindt, vormt het middelpunt van de Bierpompfeesten, op die éne dag in het jaar dat er geen water, maar bier uit deze pomp tevoorschijn komt. Het beeldje is een replica van een in 1960 in een Romeins graf gevonden barnstenen beeldje.

## Natuur en landschap
Het kleine grondgebied van de voormalige gemeente ligt vrijwel geheel in het stroomdal van de Esschestroom en wordt voornamelijk door landbouwgrond ingenomen. In de onmiddellijke nabijheid liggen landgoederen en natuurgebieden als Sparrenrijk in het oosten, Beukenhorst in het noorden, en in het westen het landgoed Jagershagen en het natuurgebied Helvoirts Broek. Het nieuwe natuurgebied Ruiting uit 2006 is gelegen langs de Esschestroom tussen Esch en Haaren.

## Geboren
- Ad van Meurs (1953-2017), singer-songwriter, gitarist
- Merel Bormans (1999), voetbalster

## Nabijgelegen kernen
Vught, Sint-Michielsgestel, Boxtel, Helvoirt, Haaren

## Stedenbanden
Gelieerd aan Bucine (AR), Italië

## Externe bronnen
- Romeinse graven in Esch
- Hartelijk welkom in historisch Esch
- Een derde vondplaats uit de Romeinse tijd te Esch, W. H. Th. Knippenberg, in Brabants Heem 1970, XXII p.125 ev.

Artikelen in De Kleine Meijerij, vol. 54 (2003), nummer 3:
- Testamenten (1603-1629) voor de pastoor van Esch, Toon Brekelmans.
- De school, de schuurkerk en oude pastorie van Esch, A. van de Langenberg-Scheepers.
- De teruggave van de Essche kerk aan de katholieken, Anton van den Braak.

Dorpen: Boxtel · Esch · Lennisheuvel · Liempde

Buurtschappen en gehuchten: Den Berg · Hal · Heult · Hezelaar · Kasteren · Kinderbos · Kleinder-Liempde · Langenberg · Luissel · Nergena · Roond · Schorvert · Selissen · Tongeren · De Vorst · Vrilkhoven

Noord-Brabant: Steden en dorpen      Nederland: Provincies · Gemeenten